# Kaapse slobeend
De Kaapse slobeend (Spatula smithii synoniem: Anas smithii) is een vogel uit de familie Anatidae. De wetenschappelijke naam van de soort is voor het eerst geldig gepubliceerd in 1891 door Hartert. De soort is ongeveer 51 centimeter groot. 

## Voorkomen
De soort komt voor in het zuiden van Afrika, met name in Namibië, Botswana en Zuid-Afrika. De Kaapse slobeend maakt geen vogeltrek, maar wel seizoensgebonden lokale verplaatsingen. 

## Status
De grootte van de populatie wordt geschat op 13-33 duizend volwassen vogels. Op de Rode lijst van de IUCN heeft deze soort de status niet bedreigd.